# Opius lojaensis
Opius lojaensis är en stekelart som beskrevs av Fischer 1969. Opius lojaensis ingår i släktet Opius och familjen bracksteklar. Inga underarter finns listade i Catalogue of Life.